# Leyrenne
Die Leyrenne ist ein Fluss in Frankreich, der im Département Creuse in der Region Nouvelle-Aquitaine verläuft. Sie entspringt unter dem Namen Ruisseau de Drouille beim Weiler La Rebeyrolle im Gemeindegebiet von Sardent, entwässert im Oberlauf in nordwestlicher Richtung, dreht dann auf Südwest und mündet nach rund 21 Kilometern im Gemeindegebiet von Saint-Dizier-Masbaraud im Rückstau der Barrage de la Roche Talamy als rechter  Nebenfluss in den Taurion.

## Orte am Fluss
(Reihenfolge in Fließrichtung)
- Drouille, Gemeinde Saint-Éloi
- Le Chezeau, Gemeinde Saint-Éloi
- La Garnèche, Gemeinde Azat-Châtenet
- Châtenet, Gemeinde Azat-Châtenet
- Mousseau, Gemeinde Augères
- Le Buis, Gemeinde Janaillat
- Saint-Dizier-Leyrenne, Gemeinde Saint-Dizier-Masbaraud
- Murat, Gemeinde Saint-Dizier-Masbaraud